# Americuma heardi
Americuma heardi is een zeekommasoort uit de familie van de Leuconidae. De wetenschappelijke naam van de soort is voor het eerst geldig gepubliceerd in 1979 door Bacescu.